# توماس باین
توماس باین (Thomas Bayne) (زادهٔ ۱۸۲۴ – درگذشتهٔ ۵ ژوئیه ۱۸۸۸) (معروف به «سم نیکسون»)، سیاستمدار آفریقایی-آمریکایی از حزب جمهوری‌خواه بود. او که از بدو تولد، برده بود، پیش از فرار به نیوبدفورد، ایالت ماساچوست و تغییر نام خود به توماس باین، در نورفوک، ایالت ویرجینیا، دستیار دندانپزشک و رهبر سازمان کمک به فرار بردگان سیاه‌پوست از جنوب به شمال بود.
باین پس از جنگ داخلی آمریکا، به نورفوک بازگشت و به عنوان دندانپزشک و همچنین واعظ مشغول به کار و رهبر جامعهٔ آفریقایی-آمریکایی شد. او در سال ۱۸۶۸ نمایندهٔ حزب جمهوری‌خواه در مجمع قانون اساسی ویرجینیا شد، اما از آن پس هرگز به مقام دیگری منصوب نشد.

## اوایل زندگی و خانواده
به گفتهٔ باین، او با نام ساموئل نیکسون و به عنوان برده در کارولینای شمالی به دنیا آمد. او در سال ۱۸۴۴ فرار کرد، اما پس از یک سال، دوباره دستگیر و به چارلز اف مارتین، دندان‌پزشکی در نورفوک، ویرجینیا فروخته شد. دکتر مارتین، متوجه هوش و ذکاوت توماس شد و او را به عنوان دستیار خود آموزش و در نهایت به او اجازه داد که به حساب و کتاب مطب رسیدگی کرده و همچنین برای ویزیت به منزل مراجعین برود.
نیکسون با زنی به نام ادنا در نورفوک ازدواج کرد و صاحب دختری شد. از آنجاییکه نیکسون می‌توانست آزادانه در شهر رفت و آمد کند، به سازمان کمک به فرار بردگان سیاه‌پوست پیوست. سرانجام، پس از حدود ده سال خدمت به دندان‌پزشک، نیکسون ترسید که شاید دستگیر شود. او همسر و فرزندش را ترک کرد و با کشتی عازم شمال شد.

## فرار و ماساچوست
نیکسون در سیلم واقع در ایالت نیوجرسی، شهری بندری در امتداد رودخانهٔ دلاور در نزدیکی فیلادلفیا، پنسیلوانیا، از کشتی پیاده شد. ابیگیل گودوین، عضو فرقهٔ کویکر، به نیکسون پناه داد و به رابط‌های خود در فیلادلفیا نوشت که او فردی باهوش و در عین حال لاف‌زن است. اگرچه، ابیگیل مشکوک بود که نیکسون واقعاً فردی فراری است یا جاسوس، با این حال، وسایل سفر او را فراهم کرد و به بنجامین لاندی و دیگر رابط‌های خود در فیلادلفیا اطلاع داد و طولی نکشید که نیکسون با آنها تماس گرفت و آنها او را به سمت شمال فرستادند.
اگرچه به نیکسون توصیه شده بود که به کانادا برود، اما او با رسیدن به نیوبدفورد، ایالت ماساچوست در سال ۱۸۵۶، تصمیم گرفت که آنجا بماند. او در آنجا، نام خود را به توماس باین تغییر داد و طولی نکشید که مطب دندان‌پزشکی موفقی را در این شهر بندری باز کرد. در سال ۱۸۶۰، باین با حمایت جمهوری‌خواهان محلی و حامیان جنبش اعتدال، به عضویت شورای شهر نیوبدفورد درآمد.

## سال‌های پس از جنگ در ویرجینیا
در مه ۱۸۶۵، باین به نورفوک بازگشت، دخترش را پیدا کرد و او را به ماساچوست فرستاد. ماه بعد، او در تمجید از حق رأی برابر، در نورفوک سخنرانی کرد. هرچند، برخلاف فردریک داگلاس، باین مخالف حق رأی زنان بود و اظهار داشت که وظیفهٔ اساسی زنان، بچه‌دار شدن و پرورش آنهاست.
در ژانویه ۱۸۶۶، باین در مجمع همگانی سیاه‌پوستان در واشینگتن دی سی شرکت و به عنوان نایب رئیس این مجمع خدمت کرد. در این مجمع از کنگره درخواست شد که پیش از اطمینان از رعایت حقوق آمریکایی‌های آفریقایی‌تبار، ایالات سابق هم‌پیمان را دوباره نپذیرد. باین در ۳ فوریه ۱۸۶۶، در برابر کمیتهٔ فرعی تحت نظر کمیتهٔ مشترک بازسازی کنگره شرایط سخت ویرجینیا در پس از جنگ، گواهی داد. طولی نکشید که جمهوری‌خواهان رادیکال در کنگره، موضوع بازسازی کنگره، از جمله حکومت نظامی در ویرجینیا را به اجرا درآورند.
در ۷ ژانویه ۱۸۶۷، رئیس‌جمهور اندرو جانسون، لایحهٔ حق رأی سیاه‌پوستان منطقهٔ کلمبیا را وتو کرد که این موضوع جمهوری‌خواهان رادیکال از جمله جیمز ام اشلی از اوهایو را بر آن داشت که تحقیقات استیضاح را آغاز کنند. سه ماه بعد، در ۱۷ آوریل ۱۸۶۷، از زمانی که کنگره پذیرش مجدد ویرجینیا و دیگر ایالات هم‌پیمان را مشروط به اتخاذ قوانین اساسی جدید مبنی بر عدم اجازهٔ برده‌داری و پذیرش حق رأی آمریکایی‌های آفریقایی‌تبار کرده بود و چون جمهوری‌خواهان اتحادیه برای مجمع آتی قانون اساسی ویرجینیا برنامه‌ریزی کرده بودند، در ریچموند گرد هم آمده و باین را به عنوان نایب رئیس مجمع خود انتخاب کردند.
در ۲۲ اکتبر ۱۸۶۷، رأی دهندگان نورفوک، باین و دموکرات عضو اتحادیه، هنری ام باودن (زادهٔ ۱۸۱۹- درگذشتهٔ ۱۸۷۱) را به عنوان نمایندگان شهر خود در مجمع آتی قانون اساسی ایالتی انتخاب کردند.
مجمع سال ۱۸۶۸ قانون اساسی ویرجینیا، برای اولین بار در ۳ دسامبر ۱۸۶۷ (برابر با تشکیل چهلمین جلسهٔ کنگرهٔ ایالات متحده) تشکیل و باین برای کمیتهٔ قوانین، مقررات و کمیتهٔ حوزهٔ اجرایی دولت انتخاب شد. هرچند، تفویض اختیار به نمایندگان تا ژانویه به تعویق افتاد.
در ۱۱ دسامبر در ریچموند، ویرجینیاهای محافظه‌کار به رهبری الکساندر هیو ایچ استوارت از استونتن گرد هم آمدند تا نامزدهایی را انتخاب کنند که با هر آنچه که این مجمع ارائه می‌کرد، به مخالفت بپردازند. برخی از آنها به خصوص از حضور نمایندگان آفریقایی-آمریکایی آزرده بودند، هرچند، تعدادشان کم بود و تعدادی از رأی دهندگان سفیدپوست تعمداً در انتخابات اکتبر برای انتخاب نمایندگان مجمع قانون اساسی رأی نداده بودند. در ۱۳ دسامبر، روزنامهٔ ریچموند انکوایر، آمریکایی‌های آفریقایی‌تبار مجمع را به سخره گرفت.
مجمع قانون اساسی در ۲ ژانویه ۱۸۶۸، دوباره تشکیل جلسه داد و احتمالاً باین قدرتمندترین یا صریح‌ترین فرد آفریقایی-آمریکایی بوده‌است. او می‌خواست ایالات هم‌پیمان را از حق رأی محروم و همچنین به خاطر مالیات بالای اراضی که می‌توانست منجر به تفکیک املاک وسیع شود، مالیات سرانه تعیین کند. او همچنین جزء اقلیت‌هایی بود که می‌خواستند مدارس دولتی را یکپارچه کنند (مدارس دولتی بدعتی در قانون اساسی بود). باین همچنین از قطعنامه‌ای برای ادامهٔ فعالیت آژانس بردگان آزادشده در ویرجینیا حمایت کرد، اگرچه ظاهراً این کار خارج از اختیارات مجمع بود. در ۲۴ مارس، یکی از نمایندگان، قطعنامه‌ای را ارائه کرد که باین را به پنج سخنرانی در روز محدود می‌کرد. در ۱۷ آوریل ۱۸۶۸، مجمع پس از تصویب اساسنامهٔ پیشنهادی (و مادهٔ بحث‌برانگیز سلب حق رأی ایالات هم‌پیمان) با ۵۱ رأی موافق در برابر ۳۶ رأی مخالف، موقتاً تعطیل شد. در آغاز، این مجمع با ۱۰۵ عضو که ۷۲ نفر آنها رادیکال (از جمله ۲۵ آمریکایی آفریقایی‌تبار) و ۳۳ نفر محافظه‌کار بودند، شروع به کار کرد.
در ۶ ژوئیه ۱۸۶۹، جمهوری‌خواهان رادیکال، باین را به عنوان نامزد کنگره از سوی دومین حوزهٔ انتخاباتی معرفی کردند. او از جیمز اچ پلات جونیور که رأی دهندگان پترزبورگ، او را به عنوان نمایندهٔ خود به مجمع قانون اساسی فرستاده بودند، شکست خورد. باین به کنگره درخواست تجدید نظر داد، اما هیچ‌کس نمی‌خواست، مادهٔ رد شدهٔ قانون اساسی جدید که به موجب آن ایالات هم‌پیمان و موافقان آنها از حق رأی محروم می‌شدند را اجرایی کند.
علاوه بر این، ماه‌ها پس از خروج نیروهای فدرال در اوایل سال ۱۸۷۰، در مه، محافظه‌کاران در انتخابات محلی نورفوک پیروز شدند. جان بی وایتهد، پیتر دیلوورث، عضو حزب رادیکال را شکست داد و شورای شهر نورفوک به دست محافظه‌کاران افتاد، هرچند چهار سیاه‌پوست کرسی‌های شورای شهر را به دست آوردند. باین از سوی رادیکال‌ها برای ریاست ادارهٔ مالیات، کاندیدا شد، اما رأی‌دهندگان به ای کی هیل، عضو حزب جمهوری‌خواه محافظه‌کار رأی دادند. باین بعدها برای منصب پزشک برای نوانخانه نامزد شد. هرچند، در مناظره‌ای با جوزف تی ویلسون، فردی آمریکایی-آفریقایی که برای سمت افسر و بازرس گمرک کاندیدا شده بود و روزنامهٔ ویرجینیای نورفوک، او را رهبر جدید جامعهٔ سیاه‌پوستان می‌دانست، شکست خورد.
با این حال، باین همچنان در نورفوک ماند. سرشماری‌های سال‌های ۱۸۷۰ و ۱۸۸۰ نشان می‌دهند که او تنها زندگی می‌کرد و وضعیت او در سرشماری آخر، به عنوان بیوه مرد ثبت شده بود.

## وفات و میراث
در ژوئیه ۱۸۸۷، باین در وصیت‌نامه‌ای، دارایی‌های خود را به دخترش و فرزندان او واگذار کرد. در مه، در آسایشگاه لونتیک ایالت مرکزی، در پترزبورگ پذیرفته شد. در ۷ ژوئیه، روزنامهٔ پابلیک لجر نورفوک، کارت پستالی از سرپرست آسایشگاه منتشر کرد که نشان می‌داد، دندان‌پزشک «دکتر» توماس باین که پیشتر از لحاظ سیاسی «در دوران خود» سرشناس بود، دو روز پیش از دنیا رفته‌است. او در گورستان وست پوینت در نورفوک به خاک سپرده شد. با این حال، ویرجینیا هیچ سابقه‌ای از مرگ او با عناوین باین یا نیکسون نداشت.
امروزه، در تورهای گردشگری در راه‌آهن زیرزمینی نورفوک (محل فرار سیاه‌پوستان) و همچنین تورهای خود راهنمای شهر، از نیکسون یاد می‌شود. به علاوه، پنسیلوانیا از نام او در رابطه با راه‌آهن زیرزمینی در فیلادلفیا یاد می‌کند.